# شهرستان هه‌یانگ
شهرستان هه‌یانگ (به کره‌ای: 회양군، تلفظ: [hwejaŋ] یا [højaŋ]) یک شهرستان در جنوب کره شمالی (مرکز شبه‌جزیره کره) است که در تابعیت استان گانگوون قرار دارد.

## تقسیمات اداری
شهرستان هوئیانگ به ۱ شهرک و ۲۳ روستای تابعه تقسیم شده است.
| - ‌ شهرک‌ها - هوئیانگ (회양읍، Hoeyang-ŭp) - روستاها - اوبونگ (오봉리، Obong-ni) - اورانگ (오랑리، Orang-ni) - بونگپو (봉포리، Pongp'o-ri) - پوچون (포천리، P'och'ŏl-li) - جون‌گوک (전곡리، Chŏn'gok-ri) - جونهانگ (전항리، Chŏnhang-ni) - دوناپ (도납리، Tonap-ri) - ریونگپو (룡포리، Ryongp'o-ri) - سوپونگ (소풍리، Sop'ung-ni) - سونده (선대리، Sŏndae-ri) | - روستاها (ادامه) - شین‌پیونگ (신평리، Sinp'yŏng-ni) - شین‌گیه (신계리، Sin'gye-ri) - شین‌میونگ (신명리، Sinmyŏng-ni) - گانگدون (강돈리، Kangdol-li) - گوانگجون (광전리، Kwangjŏl-li) - گومچول (금철리، Kŭmch'ŏl-li) - گومگوک (금곡리، Kŭmgok-ri) - گویراک (귀락리، Kwirak-ri) - گیجونگ (기정리، Kijŏng-ni) - ماجون (마전리، Majŏl-li) - هاگیو (하교리، Hagyo-ri) - یوئوپ (유읍리، Yuŭp-ri) |

## تاریخ
استان گانگوون به شکل مدرن آن در ماه اوت ۱۸۹۶ میلادی تاسیس شد. شهرستان هوئیانگ در تابعیت این استان قرار گرفت. این شهرستان متشکل از ۸ قصبه بود، به این شرح: آنپونگ [안풍면]، ایدونگ [이동면]، بونه [부내면]، جانگ‌یانگ [장양면]، چوبوک علیا (سانگ‌چوبوک) [상초북면]، چوبوک سفلی (هاچوبوک) [하초북면]، سادونگ [사동면]، نان‌گوک [난곡면].
پس از برقراری حاکمیت استعماری ژاپن بر کره در سال ۱۹۱۰ میلادی، این استان، بدون تغییر خاصی، ادامه یافت. علاوه بر نام رسمی کره‌ای آن، «پیونگ‌گانگ»، نام ژاپنی آن نیز (تلفظ ژاپنی همان نویسه‌های چینی بازتاب‌دهندهٔ نام این استان)، شهرستان وای‌یو (به ژاپنی: 淮陽郡، برگردان به لاتین: Waiyō -gun) به رسمیت رسید.
در سال ۱۹۱۴ میلادی، قصبهٔ «ایدونگ/نیتو» [이동면، 二東面] منحل شده و ضمیمهٔ شهرستان «بونه/فونای» [부내면، 府内面] شد
در سال ۱۹۱۷ میلادی، نام سه قصبهٔ تابعهٔ این شهرستان، به شرح زیر تغییر کردند:
1. «قصبهٔ بونه/فونای» [부내면، 府内面] به «قصبهٔ هوئیانگ/وای‌یو» [회양면، 淮陽面]
2. «قصبهٔ سانگ‌چوبوک/جوشوهوکُو» [상초북면، 上初北面] به «قصبهٔ سانگبوک/جوهوکُو» [상북면، 上北面]
3. «قصبهٔ هاچوبوک/کاشوهوکُو» [하초북면، 下初北面] به «قصبهٔ هابوک/کاهوکُو» [하북면، 下北面]

در سال ۱۹۳۷ میلادی، قصبهٔ «جانگ‌یانگ/جویو» [장양면، 長陽面] به «نه‌گومگانگ/نای‌کونگو» [내금강면، 内金剛面] تغییر کرد.
در سال ۱۹۴۵ میلادی، در سال آخر دوران حاکمیت ژاپن بر کره، این شهرستان شامل ۷ قصبه به شرح زیر بود:
1. قصبهٔ آنپونگ/آنهو (안풍면، 安豊面، Anp’ung-myŏn/Anhō-men)
2. قصبهٔ ران‌گوک/رانکوکُو (란곡면، 蘭谷面، Nangkok-myŏn/Rankoku-men)
3. قصبهٔ سادونگ/شیدو (사동면، 泗東面، Satong-myŏn/Shidō-men)
4. قصبهٔ سانگبوک/جوهوکُو (상북면، 上北面، Sangpŏk-myŏn/Jōhoku-men)
5. قصبهٔ نه‌گومگانگ/نای‌کونگو (내금강면، 内金剛面، Anp’ung-myŏn/Naikongō-men)
6. قصبهٔ هابوک/کاهوکُو (하북면، 下北面، Habuk-myŏn/Kahoku-men)
7. قصبهٔ هوئیانگ/وای‌یو (회양면، 淮陽面، Hoeyang-myŏn/Waiyō-men)

پس از استقلال کره از ژاپن در سال ۱۹۴۵ میلادی، این کشور و همین‌طور استان گانگوون به دو نیمه تقسیم شد. شهرستان پیونگ‌گانگ در کره شمالی و در نیمهٔ شمالی استان گانگوون قرار گرفت.
در پاییز سال ۱۹۴۵ میلادی، قصبهٔ «شینان» [신안면] از قصبهٔ «هوئیانگ» جدا شده و تأسیس شد.
در پی قطعی شدن مرز بین دو کره، در دسامبر سال ۱۹۵۲ میلادی، در کره شمالی، «قصبه» به‌عنوان یک واحد اداری بالکل منحل شد. در عوض، روستاهای کوچکتر و بزرگتر در جای‌جای کشور با هم تجمیع شده و وظایف اداری بیشتری به آن‌ها سپرده شد، و آن‌ها عملا به سطح سوم تقسیمات کشوری، مستقیما تابعهٔ شهرستان‌ها تبدیل شدند.
در همان تاریخ و در چهارچوب این پروسه، بخش‌هایی از این شهرستان، از هوئیانگ جدا شده و شهرستان‌های موجود همسایه یا شهرستان‌های جدیدالتأسیس پیوستند، شامل موارد زیر:
- در تابعیت شهرستان «هوئیانگ» ماندند: قصبه‌های منحل شدهٔ «سانگبون»، «شینان»، «هابوک»، «هوئیانگ»، بخش‌هایی از قصبهٔ‌ «ران‌گوک»، بخش‌هایی از قصبهٔ «آنپونگ»
- به شهرستان پیونگ‌گانگ: بخش‌هایی از قصبهٔ‌ «ران‌گوک»
- به شهرستان جدیدالتأسیس سه‌پو: بخش‌هایی از قصبهٔ‌ «ران‌گوک»
- به شهرستان جدیدالتأسیس گومگانگ: قصبهٔ «نه‌گومگانگ» [내금강면]، بخش‌هایی از قصبهٔ‌ «آنپونگ» [안풍면]، بخش‌هایی از قصبهٔ‌ «سادونگ» [사동면]
- به شهرستان چانگدو: بخش‌هایی از قصبهٔ‌ «سادونگ»

در طول این پروسه، روستاهای مختلف این شهرستان، به شرح زیر ادغام شده و به ۱ شهرک و ۲۸ روستای نهائی تبدیل شدند:
- شهرک
  1. هوئیانگ [회양읍] از ادغام روستای «اومنه» [읍내리] و بخشی از «چوئیل» [초일리] (قصبهٔ منحل شدهٔ «هوئیانگ»)

- روستاها
  1. اورانگ [오랑리] از ادغام روستاهای «اورانگ ۱ام» [오랑1리]، «اورانگ ۲ام» [오랑2리]، بخشی از «شین‌میونگ ۱ام» [신명1리] (قصبه‌ٔ منحل شدهٔ «سانگبوک»)
  2. اوبونگ [오봉리] از ادغام روستاهای «اودونگ ۱ام» [오동1리]، «اودونگ ۲ام» [오동2리]، «بونگیل» [봉일리] (قصبه‌ٔ منحل شدهٔ «ران‌گوک»)
  3. بونگپو [봉포리] از ادغام روستاهای «بونگ‌تونگپو» [봉통포리]، «جودونگ ۲ام» [수천2리]، «سوچون‌دونگ ۱ام» [수천동1리]، «سوچون‌دونگ ۲ام» [수천동2리] (قصبه‌ٔ منحل شدهٔ «ران‌گوک»)
  4. پوچون [포천리] از ادغام روستاهای «ایپو» [이포리]، «چونوپ ۱ام» [천읍1리]، «چونوپ ۲ام» [천읍2리] (قصبه‌ٔ منحل شدهٔ «ران‌گوک»)
  5. جون‌گوک [전곡리] از ادغام روستاهای «دُوهودونگ» [두허동리]، «جونتان سفلی (هاجونتان)» [이동리]، «جونتان علیا‌ (سانگ‌جونتان)» [상전탄리]، «موک‌گوک»  [목곡리] (قصبه‌ٔ منحل شدهٔ «سانگبوک»)
  6. جونهانگ [전항리] از ادغام روستاهای «جونهانگ» و «ماریونگ» [마룡리] (قصبهٔ منحل شدهٔ «هوئیانگ»)
  7. چوجون [추전리] از ادغام روستاهای «چوجون ۱ام» [추전1리]، «چوجون ۲ام» [추전2리]، «گوک‌دول» [곡돌리] (قصبه‌ٔ منحل شدهٔ «شینان»)
  8. دوناپ [도납리] از ادغام روستاهای «دوناپ ۲ام» [도납2리]، بخشی از «دوناپ ۱ام» [도납1리]، بخشی از «شین‌میونگ علیا‌ (سانگ‌شین‌میونگ)»  [상신정리] (قصبه‌ٔ منحل شدهٔ «سانگبوک»)
  9. ریونگپو [룡포리] از ادغام روستاهای «جینپیونگ سفلی (هاجینپیونگ)» [하진평리]، «سونگپو» [송포리]، «ماکدوک» [막덕리]، «یونگیون» [용연리] (قصبه‌ٔ منحل شدهٔ «سانگبوک»)
  10. سوپونگ [소풍리] از ادغام روستاهای «ده‌یو» [대유리] و «سوپونگ» (قصبهٔ منحل شدهٔ «هوئیانگ»)
  11. سونده [선대리] از ادغام روستاهای «ده‌ئیل ۱ام» [대일1리]، «ده‌ئیل ۲ام» [대일2리]، بخشی از «سونام» [{{lang|ko|선암리}] (قصبه‌ٔ منحل شدهٔ «هابوک»)
  12. سونگپو [송포리] از ادغام روستاهای «سونگچی» [송치리]، «واپو» [와포리]، «یونسونگپو» [연송포리]، بخشی از «سونگهیون» [성현리] (قصبه‌ٔ منحل شدهٔ «چانگدو»، شهرستان گیم‌هوا، قصبه‌ٔ منحل شدهٔ «شینان»، شهرستان هوئیانگ)
  13. شینان[신안리] از ادغام روستاهای «شینان»، «گوان» [관리]، «نودونگ» [노동리] (قصبه‌ٔ منحل شدهٔ «شینان»)
  14. شیندونگ [신동리] از ادغام روستاهای «اودونگ» [오동리]، «چوبانگ» [추방리] (قصبه‌ٔ منحل شدهٔ «شینان»)
  15. شین‌گیه [신계리] از ادغام روستاهای «اون‌گیه» [은계리]، «سانگ‌پیونگ» [상평리]، «ماسان ۱ام» [마산1리]، «مونّه‌دونگ» [문내동리] (قصبه‌ٔ منحل شدهٔ «هابوک»)
  16. شین‌میونگ [신명리] از ادغام روستاهای «شین‌میونگ ۲ام» [오랑2리]، بخشی از روستای «شین‌میونگ ۱ام»  [오랑1리]، بخشی از «شین‌میونگ علیا‌ (سانگ‌شین‌میونگ)»  [상신정리] (قصبه‌ٔ منحل شدهٔ «سانگبوک»)
  17. گانگدون [강돈리] از ادغام روستاهای «اوئگانگدون» [외강돈리]، «سانگام» [상만리]، «نه‌گانگدون» [내강돈리] (قصبهٔ منحل شدهٔ «هوئیانگ»)
  18. گوانگجون [광전리] از ادغام روستاهای «دوجون» [الگو:두전동리]، «گال‌هوا» [갈화리]، «گوانگسوک» [광석리}]، «گوده» [고대리] (قصبهٔ منحل شدهٔ «هوئیانگ»)
  19. گوریونگ [구룡리] از ادغام روستاهای «شیمپو» [심포리]، «گوجه» [고재리] (قصبه‌ٔ منحل شدهٔ «شینان»)
  20. گومچول [금철리] از ادغام روستاهای «جیتان ۱ام» [지탄1리]، «جیتان ۲ام» [지탄2리]، «چولّیونگ ۱ام» [철령1리]، «چولّیونگ ۲ام» [철령2리] (قصبه‌ٔ منحل شدهٔ «هابوک»)
  21. گومگوک [금곡리] از ادغام روستاهای «شین‌جونگ سفلیِ ۱ام» [하신정1리]، «شین‌جونگ سفلیِ ۲ام» [하신정2리]، «گومگوک ۱ام» [금곡1리]، «گومگوک ۲ام» [금곡2리] (قصبه‌ٔ منحل شدهٔ «هابوک»)
  22. گویراک [귀락리] از ادغام روستاهای «گویراک ۱ام» [귀락1리]، «گویراک ۲ام» [귀락2리]، «گویراک ۳ام» [귀락3리] (قصبه‌ٔ منحل شدهٔ «ران‌گوک»)
  23. گیجونگ [기정리] از ادغام روستاهای «پان‌گی» [판기리]، «شین‌جونگ وسطی (جونگ‌شین‌جونگ)» [중신정리]، بخشی از «دوناپ ۱ام» [도납1리] (قصبه‌ٔ منحل شدهٔ «سانگبوک»)
  24. گیوجو [교주리}] از ادغام روستاهای «ایدونگ» [{{lang|ko|이동리}]، «بوروجی» [부로지리]، «بونگهیون» [봉현리}]، «جیسوک» [지석리}] (قصبه‌های منحل شدهٔ «شینان» و «هوئیانگ»)
  25. ماجون [마전리] از ادغام روستاهای «چونام» [초남리]، «ماسان ۲ام» [마산2리]، بخشی از «چوئیل» [초일리] (قصبه‌ٔ منحل شدهٔ «هابوک»)
  26. میونگو [명우리] از ادغام روستاهای «بِک‌سوک» [백석리]، «میونگو ۱ام» [명우1리]، «میونگو ۲ام» [명우2리] (قصبه‌ٔ منحل شدهٔ «آنپونگ»)
  27. هاگیو [하교리] از ادغام روستاهای «شینهونگ» [신흥리}]، «گوم‌گیو» [금교리]، «هاگیو ۱ام» [하교동1리}]، «هاگیو ۲ام» [하교동2리}] (قصبهٔ منحل شدهٔ «هوئیانگ»)
  28. یوئوپ [유읍리] از ادغام روستاهای «جودونگ ۱ام» [조동1리]، «یوئوپ ۱ام» [유읍1리]، «یوئوپ ۲ام» [유읍2리] (قصبه‌ٔ منحل شدهٔ «ران‌گوک»)

در سال ۱۹۵۸ میلادی، سه روستای «اوبونگ»، «گویراک»، «یوئوپ» به شهرستان سه‌پو منتقل شدند.
در سال ۱۹۸۷ میلادی، ۷ روستا از این شهرستان به شهرستان چانگدو منتقل شدند، شامل: چوجون [추전리]، سونگپو [송포리]، شینان [신안리]، شین‌دونگ [신동리]، گوریونگ [구룡리]، گیوجو [교주리]، میونگو [명우리].
در ژانویه سال ۲۰۰۱ میلادی، سه روستای «اوبونگ»، «گویراک»، «یوئوپ» از شهرستان سه‌پو به این شهرستان برگشتند. علاوه بر این سه روستا، ۲ روستای دیگر نیز از شهرستان سه‌پو ضمیمهٔ این شهرستان شدند، شامل: «شین‌پیونگ» [신평리] و «هیون» [현리].